# 성난 변호사
"성난 변호사"는 2015년에 개봉한 대한민국의 영화이다.

## 캐스팅
- 이선균 : 변호성 역
- 김고은 : 진선민 역
- 임원희 : 박 사무장 역
- 장현성 : 문지훈 역
- 홍성덕 : 김만석 역
- 곽인준 : 부장검사 역
- 서현우 : 부하직원 역
- 김윤혜 : 한민정 역
- 최재웅 : 김정환 역
- 임철형 : 윤 계장 역
- 박지영 : 주 대표 역
- 최규환 : 유 실장 역
- 이준혁 : 길동 역
- 배유람 : 용식 역
- 민진웅 : 갑수 역
- 이종구 : 김익태 역
- 황소희 : 하유리 역
- 박수은 : 세영 역
- 고서희 : 로믹스 피해 증인 역
- 주석태 : 데이빗 리 역
- 정종열 : 보안책임자 역
- 권범택 : 법의학자 역
- 조시내 : 간사 역
- 손영순 : 노숙인 할머니 2 역
- 김준범 : 통신사 직원 역
- 한성천 : 공판검사 역
- 최문경 : 여기자 역
- 손성찬 : 양복쟁이 3 역